# HD 95129
HD 95129，又名BD+36 2139，SAO 62345、HR 4278，是一颗位于大熊座的恒星，视星等为6.00等，光谱型为M2。历元J2000时，其银经为12h 30m 59s，银纬为64° 39′ 26.3″。